# Mitsuoka
Mitsuoka Motor (光岡自動車) er en lille japansk bilprodoucent, der er kendt for at fremstille unikke biler med ukonventionelle design, hvoraf nogle imiterer amerikansk, europæiske og særligt britiske biler fra 1950'erne og 1960'erne. Mitsuoka Motorser også den primære distributør af retro-klasikeren TD2000 roadster i Japan.
Mitsuoka er hovedsageligt et specialiseret autokaretmager-firma, der specialfremstiller og modificerer biler, f.eks. Nissan March, og ændrer udseenet. De har også produceret en sportsvogn, Orochi, og har en særlig afdeling for rustvogne.

## Modeller

### Nuværende modeller lineup
- 1993–nu Viewt
- 1996–nu Galue
- 2008–nu Himiko/Roadster
- 2014–nu Ryugi (baseret på Toyota Corolla Axio og Toyota Corolla Fielder)
- 2021–nu Buddy (K5 Blazer inspiration baseret på Toyota RAV4)[4]

### tidligere modeller
- 1982 BUBU 50 Series[5]
  - 1982 BUBU 501 (et trehjulet mikrobil)
  - 1985 BUBU 505-C (inspireret af Morgan 4/4)
- 1989-1990 BUBU 356 Speedstar[6] (a replica of the Porsche 356 Speedster)
- 1987-1989 BUBU Classic SSK (replica af Mercedes-Benz SSK roadster baseret på Volkswagen Beetle)
- 2008-2012 Galue 204 (baseret på Toyota Corolla Axio)
- 2010-2012 Galue Classic ( Toyota Corolla Axio Toyota Corolla Axio)
- 1991-1993 Dore (ligesome Le-Seyde, Toyota Corolla Axio Nissan Silvia S13)
- 1990-1993, 2000-2001 Le-Seyde (Nissan Silvia-baseret coupé inspireret af Zimmer)
- 2010-2012 Like (baseret på Mitsubishi i-MiEV)
- 2012–2022 Like-T3
- 1998-2007 Mitsuoka Microcar
  - 1998-2007 Microcar K-1/MC-1
    - 1999-2007 MC-1T

  - 1998-? Microcar K-2 (baseret på FMR Tg500's design)
  - 2005-? Microcar K-3/Type F (lignende design som Zero1)
  - 2006-? Microcar K-4/Type R[7] (styling reminiscent of 1950s race cars)
  - 1999-2007 ME-1
  - 2002-2007 ME-2 (Convoy 88)
- 2004-2012 Nouera (baseret på Honda Accord and later the Toyota Corolla)
- 2007-2014 Orochi (baseret på Honda NSX)
- 1996-2004 Ray (lignende design som Riley Elf Mk.3,baseret på Mazda Carol og senere Daihatsu Mira Gino)
- 2018–2022 Rock Star (C2 Corvette inspiration based on the Mazda MX-5)
- 1998-2004 Ryoga en sedan i "klassisk" design oprindeligt baseret på Primera og senere på den mindre Sunny
- 1996-2000 Type F (a restyled Zero1)
- 2000-2001 Yuga (en London Taxi replika baseret på Nissan Cube)
- 1994-2000 Zero1[8] (a Lotus Super Seven replica with Eunos Roadster drivetrain)